# 頂上決戦 最強ファイターズ SNK VS. CAPCOM (アルバム)
『頂上決戦 最強ファイターズ SNK VS. CAPCOM』（ちょうじょうけっせんさいきょうファイターズ エスエヌケイバーサスカプコン）は、日本のゲームミュージックアルバム。

## 解説
ネオジオポケット『頂上決戦 最強ファイターズ SNK VS. CAPCOM』のオリジナル・サウンドトラックアルバムである。全音楽は『頂上決戦 最強ファイターズ SNK VS CAPCOM』のオリジナル音楽と『ストリートファイターシリーズ』などの過去のキャラクターテーマ音楽のネオジオ音源版の2種類を収録しており、『SNK VS. CAPCOM 激突カードファイターズ』と異なる所は、後者の方を多用している。
ジャケットは青の地にパッケージイラストの「リュウ」「ケン」「春麗」「モリガン」「さくら」「ザンギエフ」「テリー」「京」「舞」「覇王丸」「ナコルル」「庵」のイラストを起用している。

## 収録曲
1. 始動 オープニング
2. 頂上決戦 タイトル画面
3. The Force セレクト
4. ESAKA FOREVER 京
5. Win 勝利デモ
6. クリキントン テリー
7. COOL JAM 庵
8. リュウのテーマ リュウ
9. ケンのテーマ ケン
10. 春麗のテーマ 春麗
11. ザンギエフのテーマ ザンギエフ
12. 謀略 中間デモ1
13. 修羅道 覇王丸
14. ダイエット ユリ
15. Art Of Fight リョウ
16. まいまいきゅーん 舞
17. ガイルのテーマ ガイル
18. ダンのテーマ ダン
19. さくらのテーマ さくら
20. 豪鬼のテーマ 豪鬼
21. 対峙 中間デモ2
22. サイコソルジャーREMIX'97 アテナ
23. Rumbling on the City レオナ
24. 自然の宴 ナコルル
25. あかり唄 あかり
26. モリガンのテーマ モリガン
27. フェリシアのテーマ フェリシア
28. バレッタのテーマ バレッタ
29. 序奏 中間デモ3
30. REQUIEM K.626［Lacrimosa］ クラウザー
31. 殲滅 中間デモ4
32. The Level of Fate 親衛隊曲（ベガ＆ギース）
33. 暴威 中間デモ5
34. ギースにしょうゆ ギース
35. ベガのテーマ ベガ
36. 瓦解 中間デモ6
37. The Dark Pulsation ボス曲（暴走庵＆殺意のリュウ）
38. hurly-burly コンティニュー
39. Game Over ゲームオーバー
40. Ending 1 エンディング1
41. Ending 2 エンディング2
42. Ending 3（Lost in thought）エンディング3
43. Ending 4（決別）エンディング4
44. Vagrancy スタッフロール
45. いい天気 オリンピックメニュー
46. さぼてん ミーティング
47. あかり唄2 キャットウォークLevel3
48. 春麗のテーマ2 キャットウォークLevel6
49. Metal ターゲット9
50. 居合斬り ブレードアーツ
51. Makai ゴーストトリック